# Eloi Christ
Eloi Christ (* 1. Dezember 2002 in Paris) ist ein deutscher Schauspieler.

## Leben

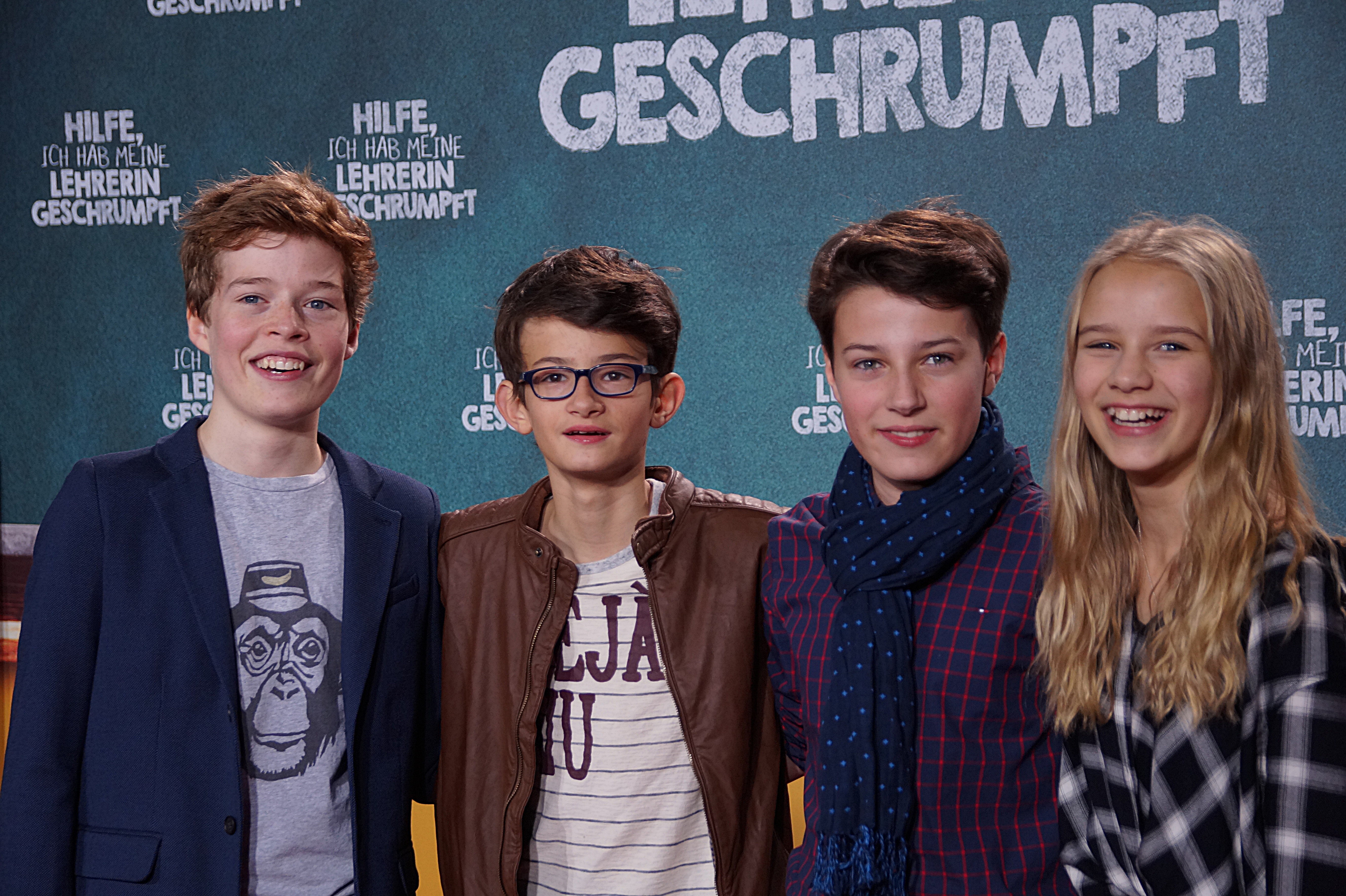
Georg Sulzer, Eloi Christ, Oskar Keymer und Lina Hüesker bei der Premiere von Hilfe, ich hab meine Lehrerin geschrumpft (2015)

Eloi Christ wurde in Paris geboren. Im Jahr 2007 kam er mit seiner Familie nach Deutschland. Er lebt in Berlin. Im Jahr 2013 übernahm er seine erste französischsprachige Rolle in Small Hands in a Big War unter der Regie von Matthias Zirzow; in der Dokuserie verkörperte er den jungen Franzosen Lucien Bonnet im Ersten Weltkrieg.
In der Rolle des provokanten Schülers Robert spielte er 2014 in dem erfolgreichen Kinoabenteuer des Regisseurs Sven Unterwaldt Hilfe, ich hab meine Lehrerin geschrumpft an Seite von Otto Waalkes, Anja Kling und Axel Stein. Es folgten 2017 und 2019 die Fortsetzungen Hilfe, ich hab meine Eltern geschrumpft und Hilfe, ich hab meine Freunde geschrumpft.
In dem Kinofilm Burg Schreckenstein stand er 2015 wie auch 2017 als Strehlau vor der Kamera; Regie führte Ralf Huettner.
2016 war Christ Teil einer nächsten Freundesgruppe im Hamburger Tatort Böser Boden der Regisseurin Sabine Bernardi. Ein Jahr später war er in dem Kurzfilm Franz von Adrian Goiginger zu sehen.
Nach einem Jahr in England und Abschluss seines Abiturs stand er 2021 in der Episodenrolle Frederik Zacher für In aller Freundschaft – Die jungen Ärzte – Orientierungslos vor der Kamera. Wenig später nahm er als Hansi Hirzel neben Luna Wedler an dem Instagramprojekt „Ich bin Sophie Scholl“ teil.
Ende 2021 spielte er die Hauptrolle der Magdeburger Episode Black Box der Reihe Polizeiruf 110. Unter der Regie von Ute Wieland verkörperte er an Seite von Claudia Michelsen, Felix Vörtler und Pablo Grant den jungen Angeklagten Adam Dahl.

## Filmografie
- 2014: Small Hands in a Big War: The punishment[2]
- 2014: Till Eulenspiegel[3]
- 2015: Hilfe, ich hab meine Lehrerin geschrumpft
- 2016: Burg Schreckenstein
- 2017: Tatort: Böser Boden[4]
- 2017: Burg Schreckenstein 2 – Küssen (nicht) verboten
- 2018: Hilfe, ich hab meine Eltern geschrumpft
- 2021: Hilfe, ich hab meine Freunde geschrumpft
- 2021: Ich bin Sophie Scholl[5]
- 2022: Polizeiruf 110: Black Box
- 2022: In aller Freundschaft – Die jungen Ärzte: Orientierungslos
- 2023: In aller Freundschaft: Wahrheiten
- 2024: Unschuldig – Der Fall Julia B.
- 2025: Morden im Norden: Die Tote im Zirkus
- 2025: Polizeiruf 110: Böse geboren